# تايلر هوستون
تايلر هوستون (بالإنجليزية: Tyler Houston)‏ هو لاعب كرة قاعدة أمريكي، ولد في 17 يناير 1971 في لونغ بيتش في الولايات المتحدة.

## وصلات خارجية
- تايلر هوستون على موقعبيزبول رفرنس.كوم (الدوري الرئيسي) (الإنجليزية)
- تايلر هوستون على موقعبيزبول رفرنس.كوم (الدوري الثانوي) (الإنجليزية)
- تايلر هوستون على موقع مشجعي الرسوم البيانية (الإنجليزية)